# Avtocesta A3
Die Avtocesta A3 (slowenisch für ,Autobahn A3‘), auch Sežanska avtocesta genannt, ist eine Autobahn in Slowenien, die von der Avtocesta A1 am Gabrk bei Divača zur italienischen Grenze bei Sežana führt. Sie stellt die Verbindung zwischen Ljubljana/Laibach und Trst/Triest her und ist mit 12,2 km Länge die kürzeste Autobahn Sloweniens. Sie wurde 1994–1997 errichtet. Die Autobahn ist mautpflichtig (Vignette) und durchgehend vierspurig ausgebaut. Betrieben wird sie von der slowenischen Autobahngesellschaft DARS. Auf der Strecke befindet sich ein 280 m langer Tunnel, der unter dem Berg Tabor hindurchführt. Die Autobahn ist Teil der Europastraßen E61 und E70.
In Italien erfolgt die Fortsetzung durch die SR58 nach Opicina sowie durch den RA14, der über den RA13 Richtung Triest und nach Venedig (A4) führt.